# Erwin Planck
Erwin Planck (Charlottenburg, 12 de marzo de 1893; Berlin-Plötzensee 23 de enero de 1945) fue un político alemán y combatiente de la resistencia contra el nacionalsocialismo.

## Biografía
Erwin Planck era el cuarto hijo del físico Max Planck y su primera esposa, Marie. Después de graduarse de la secundaria en 1911, Planck ingresó al servicio militar y se embarcó en la carrera de oficiales. En la Primera Guerra Mundial cayó tempranamente como prisionero de guerra de los franceses. Después de su regreso, trabajó en el Estado Mayor General, donde tuvo su primer encuentro con Kurt von Schleicher, con quien desarrolló una amistad que duró toda la vida.
Schleicher, que era el jefe de la sección política, lo llevó al Ministerio de Defensa del Reich en 1920 y lo envió como enlace a la Cancillería del Reich. En 1923, Planck contrajo matrimonio con la futura médica Nelly Schoeller, la hija más joven del conocido banquero berlinés y asesor secreto de gobierno imperial en materias navales Alexander Schoeller. En 1926, después de dejar el Reichswehr, Planck se mudó a la Cancillería del Reich como consejero de gobierno.
En 1932 se pasó a ser Secretario de Estado bajo la administración de Franz von Papen y más tarde bajo Schleicher en la Cancillería del Reich.
Después de que Hitler tomara el poder, Planck fue despedido de la administración pública y se fue a Asia Oriental durante un año. Poco después de su regreso, Schleicher fue muerto por un disparo de la SS durante la llamada noche de los cuchillos largos. Planck intentó en vano aclarar el asesinato de su amigo.
En 1936, Planck pasó a trabajar en el área privada de la economía y se convirtió en un alto ejecutivo del consorcio Otto-Wolff en Colonia. En 1939 asumió la dirección de la sucursal en Berlín. En 1941 tenía un mandato en el Consejo de Supervisión del banco de inversiones Deutsche Effecten- und Wechsel-Beteiligungsgesellschaft.
En agosto de 1939, un grupo compuesto por el ministro de Finanzas de Prusia Johannes Popitz, Planck y el presidente del Reichsbank Hjalmar Schacht  dirigió al general Georg Thomas, jefe de la oficina económica y de armamento una petición para evitar la guerra que se aproximaba. A propósito de esto escribió un memorándum, que presentó a su superior, el jefe del alto mando de la Wehrmacht, Wilhelm Keitel, con el contenido de que una guerra contra Polonia provocaría una guerra mundial, la que Alemania no podría ganar debido a problemas masivos de suministro. Pero Keitel minimizó el asunto pensando que Hitler no planeaba tal guerra.
En 1940, Planck, Popitz, Ulrich von Hassell y Ludwig Beck redactaron una «Constitución Provisional» en el supuesto de que el ataque de Occidente que estaba próximo a ocurrir derrocaría rápidamente a Hitler. En lo sucesivo, Planck se mantuvo activo en la resistencia contra el régimen y participó en el grupo en torno a Goerdeler también en el atentado del 20 de julio de 1944 contra Hitler. Por este motivo, fue arrestado el 23 de julio de 1944, y conducido a la sede de  central de la Gestapo. Planck fue condenado a la pena de muerte por un «Tribunal Popular» el 23 de octubre de 1944. Max Planck suplicó en vano a Adolf Hitler que el pueblo alemán le agradeciera por el trabajo de toda su vida con la misericordia por su hijo y la conversión de la pena de muerte en prisión. El 23 de enero de 1945, Erwin Planck fue ahorcado en la prisión de Plötzensee. Max Planck escribió a Arnold Sommerfeld después de la ejecución de su hijo: «Mi dolor no se puede expresar con palabras. Solo estoy luchando por lograr tener la fuerza para hacer que mi vida futura tenga sentido a través del trabajo concienzudo».

## Reconocimientos

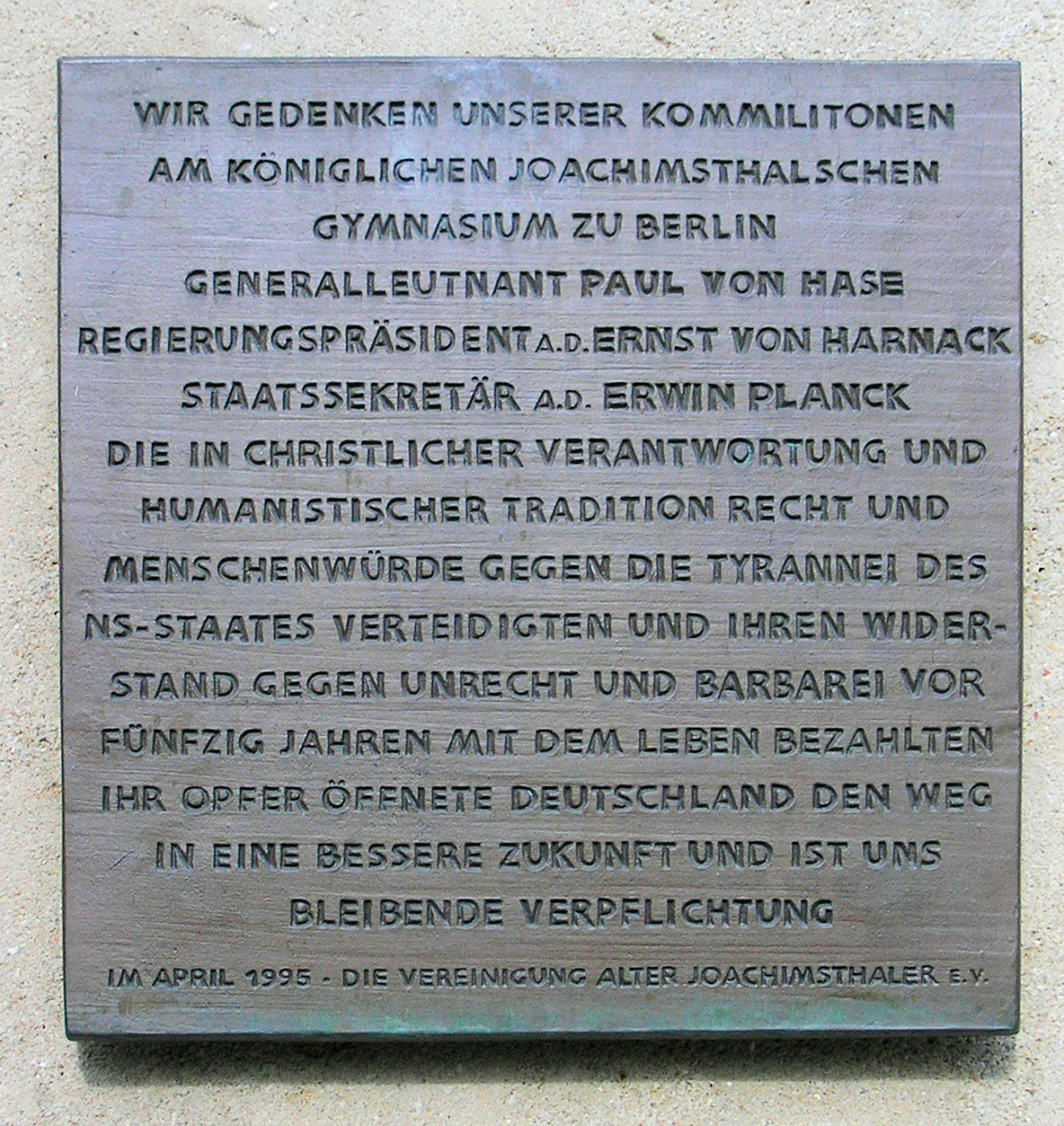
Placa recordatoria para Paul von Hase, Ernst von Harnack y Erwin Planck en el liceo de Joachimsthal

- Hay una placa conmemorativa en su antigua escuela, el Joachimsthalsches Gymnasium en Berlin-Wilmersdorf, Bundesallee 1-12.[2]
- En Múnich hay una calle que lleva su nombre: Erwin-Planck-Weg.
- En Coblenza hay una calle que lleva su nombre: Erwin-Planck-Straße.